# 1410-talet

## Händelser
- Englands kung Henrik IV och hans efterträdare Henrik V återtar makten över Wales efter Owain Glyndŵrs uppror.
- Husiterkrigen (1419-1436) börjar.
- Kinesiske amiralen och upptäcktsresanden Zheng He genomför de fem första av sju expeditioner.

## Födda
- 1410 – Gustav Anundsson Sture, svensk riddare och riksråd.
- 6 januari 1412 – Jeanne d’Arc, Frankrikes nationalhelgon.
- 21 juli 1414 – Sixtus IV, påve.
- 1415 – Erik Axelsson (Tott), svensk riksföreståndare och riksråd.
- 23 februari 1417 – Paulus II, påve.
- 1418 – Katarina Karlsdotter (Gumsehuvud), drottning av Sverige och drottning av Norge.

## Avlidna
- 1415 - Jan Hus, böhmisk reformator.